# I9 Hidrotônico
i9 Hidrotônico é uma bebida esportiva produzida e comercializada pela The Coca-Cola Company no Brasil. É semelhante à Powerade, bebida da mesma companhia, comercializada nos Estados Unidos. Tem como principal concorrente o Gatorade, da empresa PepsiCo.
O produto ajuda a repor energia e carboidratos, contendo sódio, cloreto e potássio.